# Roger Ballen
Roger Ballen és un fotògraf i artista nascut a Nova York, el 1950. Viu a Johannesburg des dels anys setanta. Començà a fotografiar els habitants dels petits pobles de les zones rurals de Sud-àfrica a la fi de 1980 i principis de 1990. El resultat d'aquest treball es publicà en el seu cinquè llibre 'Outland' de Phaidon Press el 2001.
A la tardor de 2005, Phaidon Press edità el segon llibre de l'artista, titulat 'Shadow Chamber'. El llibre se centra en les interaccions entre les persones, animals i/o objectes. El treball més recent de Ballen capta les formes com a elements pictòrics i escultòrics, per plasmar-ho amb fotografies.

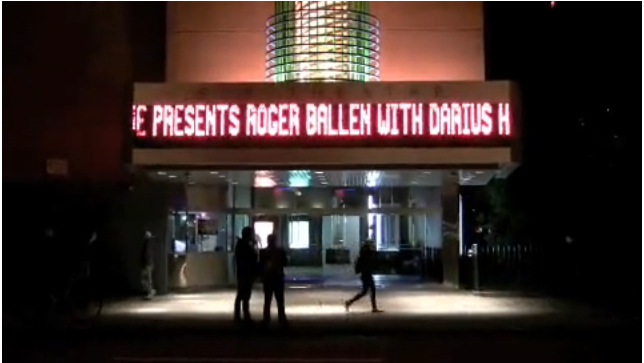
[http://dariushimes.com/pages/photography/roger-ballen-in-conversation/.html Roger Ballen conversa amb Darius Himes (SVA 9 de novembre de 2009)

A través de la col·laboració en alguns dels vídeos musicals de Die Antwoord, que s'han vist desenes de milions de vegades a YouTube, les pintures i escultures de Ballen han aparegut exposades a nivell mundial. Yolandi Visser ha opinat: " El Sr. Ballen és la persona més rara que he conegut a la meva vida."
El 2013 l'obra de Ballen fou seleccionada per a una exposició individual al Museu Nacional d'Art Africà de la Smithsonian Institution titulada Línies, marques i dibuixos: a través de la lent de Roger Ballen.
El 28 de juliol de 2015 s'ha inaugurat l'exposició Fate a l'Espai d'art Pere Pruna del Museu de Montserrat. S'exposen 35 fotografies de l'artista i es podrà veure fins al 12 d'octubre de 2015.

## Publicacions
- Asylum of the Birds, London: Thames & Hudson, 2014.
- Roger Ballen, Photo Poche series. Paris: Nathan, 2012.
- Animal Abstraction, Exhibition catalogue Galerie Alex Daniels, Amsterdam: Reflex, 2011
- Boarding House, London: Phaidon, 2009.
- Shadow Chamber, London: Phaidon, 2005.
- Fact or Fiction, Paris: Kamel Mennour, 2003, ISBN 291417109-9.
- Outland, London: Phaidon, 2001.
- Cette Afrique là, Photo Poche series. Paris: Nathan, 1997.
- Platteland, Rivonia (ZA): William Waterman, and London: Quartet, 1994; New York: St. Martin's, 1996.
- Dorps: Small Towns of South Africa, Cape Town: Hirt and Carter, 1986. (Reprinted by Protea Boekhuis, 2011)
- Boyhood, New York/London: Chelsea House, 1979.

## Contribucions a publicacions
- Contatti. Provini d'Autore = Choosing the best photo by using the contact sheet. Vol. I. Edited by Giammaria De Gasperis. Rome: Postcart, 2012. ISBN 978-88-86795-87-6.

## Premis
- Art Directors Club Award Photography - 2006
- Selma Blair Witch Project - New York Times Magazine, October 31, 2005
- Top 10 Exhibition, Matthew Higgs, Artforum-2004
- Citigroup Prize, finalist, UK - 2002
- Photographer of the Year,Rencontres d' Arles - 2002
- Top 10 Exhibition, Vince Aletti, Artforum - 2002
- PhotoEspana, Best Photographic Book of the Year, Spain - 2001
- Photo-eye, Best Documentary Title, Best Photography Books of 2001
- Sani Festival, Best Solo Exhibition, Greece, 2000
- Special mention: UNICEF Photo of the Year 2001

## Obres als museus
- Berkeley Art Museum, Califòrnia, Estats Units d'Amèrica
- Brooklyn Museum, Nova York, Estats Units d'Amèrica
- Centre Georges Pompidou, París, França
- Durban Museum, South Africa
- Galeria de Arte La Aurora[Enllaç no actiu], Murcia, Spain
- Fotomuseum, Múnic, Alemanya
- George Eastman House, Rochester NY, Estats Units d'Amèrica
- Hasselblad Center, Göteborg, Suècia
- Johannesburg Art Museum, Sud-àfrica
- Museu d'Art del Comtat de Los Angeles, Estats Units d'Amèrica
- Louisiana Museum, Dinamarca
- Maison européenne de la photographie, París, França
- Musee Nicephore Niepce, França
- Museet for Fotokunst, Dinamarca
- Musée de la photographie a Charleroi, Bèlgica
- Museum Folkwang, Essen, Germany
- Museo nazionale della fotographia, Itàlia
- Museum of Contemporary Art, San Diego, Estats Units d'Amèrica
- Museu de Belles Arts de Houston, Estats Units d'Amèrica
- Museu d'Art Modern de Nova York, Estats Units d'Amèrica
- Museum of Old and New Art, Hobart, Austràlia
- South African National Gallery, Sud-àfrica
- Spencer Art Museum, Kansas, Estats Units d'Amèrica
- Stedelijk Museum Amsterdam, Països Baixos
- Victoria and Albert Museum, Londres, Anglaterra